# Armando Costa (basket-ball)
Pour les articles homonymes, voir Armando Costa et Costa.
Armando Costa, né le 3 juin 1983 à Luanda, en Angola, est un joueur angolais de basket-ball, évoluant au poste de meneur. Il est également de nationalité portugaise.

## Palmarès
- Champion d'Afrique 2007, 2009